# Gripport
Gripport est une commune française située dans le département de Meurthe-et-Moselle, en région Grand Est.

## Géographie
Gripport est la première commune meurthe-et-mosellane sur la rive gauche de la Moselle quand la rivière quitte les Vosges.
|                  | Lebeuville     | Bainville-aux-Miroirs |
| Germonville      | Gripport       | Chamagne Vosges       |
| Hergugney Vosges | Socourt Vosges |                       |

### Hydrographie
La commune est dans le bassin versant du Rhin au sein du bassin Rhin-Meuse. Elle est drainée par la Moselle, le canal de l'Est (Branche Sud), le ruisseau de Socourt et le ruisseau de Viassel,.
La Moselle, d'une longueur totale de 560 kilomètres dont 314 kilomètres en France, prend sa source dans le massif des Vosges au col de Bussang et se jette dans le Rhin à Coblence en Allemagne. 
Le canal de l'Est (branche Sud) est un canal, chenal navigable de 73 km qui relie la commune de Chaumouseyà celle de Pont-Saint-Vincent où il se jette dans la Moselle. 

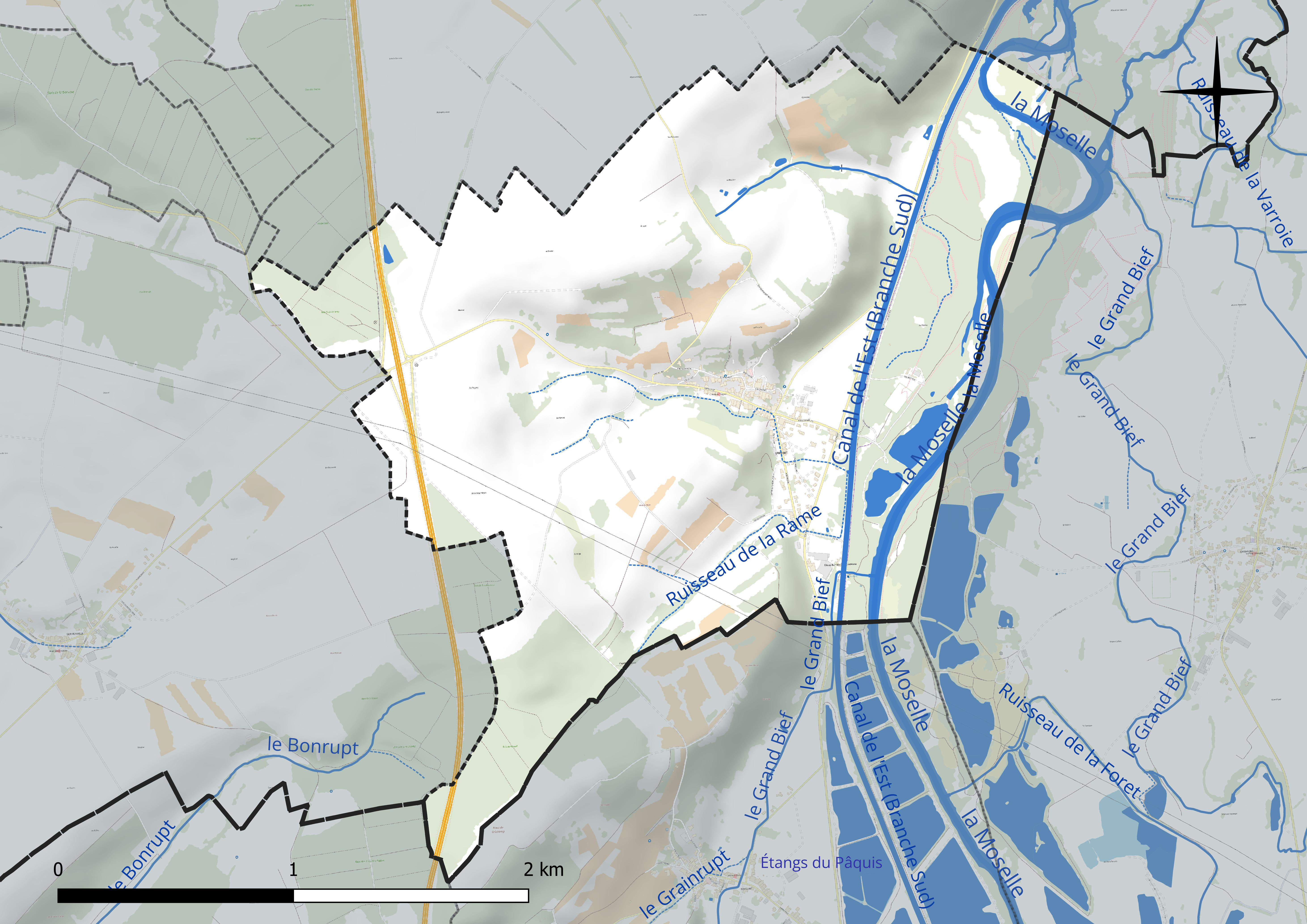
Réseau hydrographique de Gripport.

### Climat
Pour des articles plus généraux, voir Climat du Grand Est et Climat de Meurthe-et-Moselle.
En 2010, le climat de la commune est de type climat des marges montargnardes, selon une étude du Centre national de la recherche scientifique s'appuyant sur une série de données couvrant la période 1971-2000. En 2020, Météo-France publie une typologie des climats de la France métropolitaine dans laquelle la commune est exposée à un climat semi-continental et est dans la région climatique  Lorraine, plateau de Langres, Morvan, caractérisée par un hiver rude (1,5 °C), des vents modérés et des brouillards fréquents en automne et hiver. 
Pour la période 1971-2000, la température annuelle moyenne est de 9,9 °C, avec une amplitude thermique annuelle de 17,1 °C. Le cumul annuel moyen de précipitations est de 953 mm, avec 12,9 jours de précipitations en janvier et 9,6 jours en juillet. Pour la période 1991-2020, la température moyenne annuelle observée sur la station météorologique de Météo-France la plus proche, « Mirecourt-inra », sur la commune de Mirecourt à 16 km à vol d'oiseau, est de 10,4 °C et le cumul annuel moyen de précipitations est de 824,3 mm. 
La température maximale relevée sur cette station est de 39,5 °C, atteinte le 25 juillet 2019 ; la température minimale est de −19,5 °C, atteinte le 20 décembre 2009,,. 
Les paramètres climatiques de la commune ont été estimés pour le milieu du siècle (2041-2070) selon différents scénarios d'émission de gaz à effet de serre à partir des nouvelles projections climatiques de référence DRIAS-2020. Ils sont consultables sur un site dédié publié par Météo-France en novembre 2022.

## Urbanisme

### Typologie
Au 1er janvier 2024, Gripport est catégorisée commune rurale à habitat dispersé, selon la nouvelle grille communale de densité à sept niveaux définie par l'Insee en 2022.
Elle est située hors unité urbaine. Par ailleurs la commune fait partie de l'aire d'attraction de Nancy, dont elle est une commune de la couronne,. Cette aire, qui regroupe 353 communes, est catégorisée dans les aires de 200 000 à moins de 700 000 habitants,.

### Occupation des sols
L'occupation des sols de la commune, telle qu'elle ressort de la base de données européenne d’occupation biophysique des sols Corine Land Cover (CLC), est marquée par l'importance des territoires agricoles (63,5 % en 2018), une proportion identique à celle de 1990 (63,5 %). La répartition détaillée en 2018 est la suivante : forêts (25,8 %), terres arables (22,5 %), prairies (16,2 %), zones agricoles hétérogènes (12,8 %), cultures permanentes (12 %), zones urbanisées (6,1 %), eaux continentales (4,6 %). L'évolution de l’occupation des sols de la commune et de ses infrastructures peut être observée sur les différentes représentations cartographiques du territoire : la carte de Cassini (XVIIIe siècle), la carte d'état-major (1820-1866) et les cartes ou photos aériennes de l'IGN pour la période actuelle (1950 à aujourd'hui).

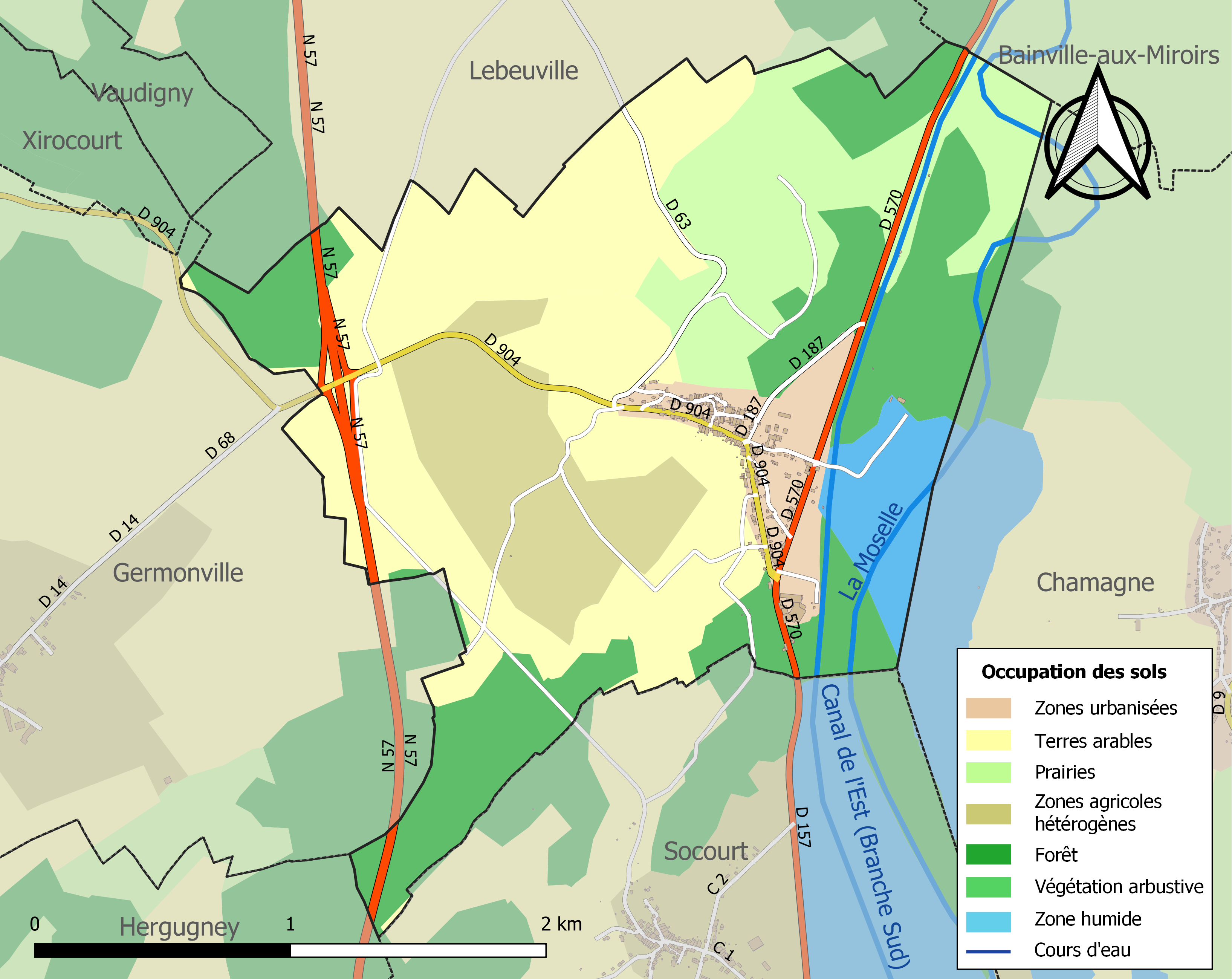
Carte des infrastructures et de l'occupation des sols de la commune en 2018 (CLC).

## Toponymie
Le nom de la localité est attesté sous les formes Grisport (1307) ; Gripport (1793).

Guerrici ou Goerici Portus, le « port de Goëry ».
En composition avec « port » , le village se trouve sur les bords de la Moselle.

## Histoire
- Présences du paléolithique inférieur et gallo-romaine.
- Le fief de Gripport relevait de la châtellenie de Charmes, dans le bailliage de Vosge.

## Politique et administration

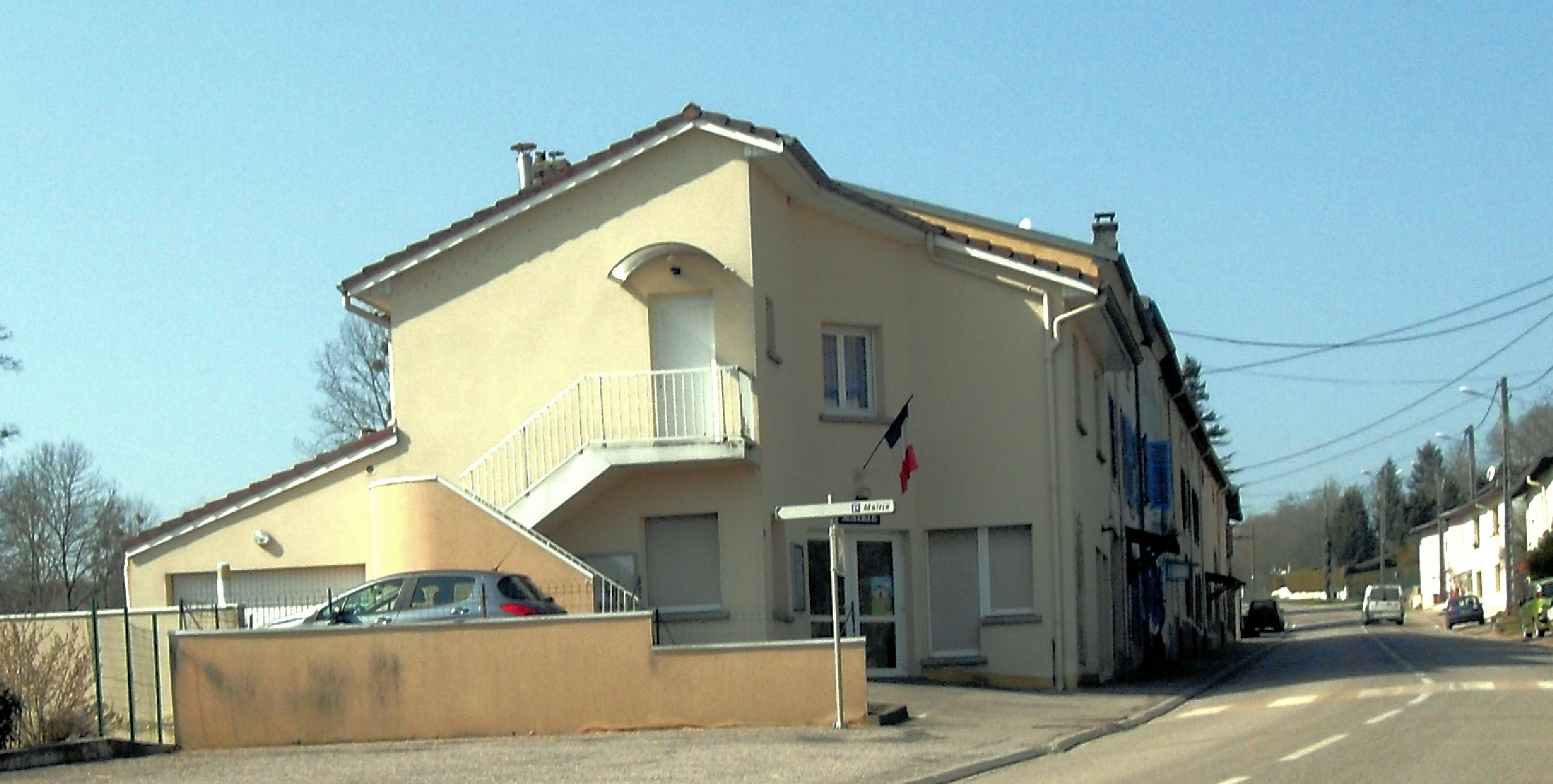
La mairie.

| Période                                  | Période   | Identité                                           | Étiquette | Qualité                              |
| ---------------------------------------- | --------- | -------------------------------------------------- | --------- | ------------------------------------ |
| Les données manquantes sont à compléter. |           |                                                    |           |                                      |
| mars 1977                                | mars 2001 | Paulette Delorme (1933-2024)                       |           | Institutrice                         |
| mars 2001                                |           | Bernard Munier                                     |           |                                      |
| mars 2014                                | En cours  | Jean-Luc Thomassin, Réélu pour le mandat 2020-2026 |           | Agriculteur sur moyenne exploitation |

## Population et société

### Démographie
L'évolution du nombre d'habitants est connue à travers les recensements de la population effectués dans la commune depuis 1793. Pour les communes de moins de 10 000 habitants, une enquête de recensement portant sur toute la population est réalisée tous les cinq ans, les populations de référence des années intermédiaires étant quant à elles estimées par interpolation ou extrapolation. Pour la commune, le premier recensement exhaustif entrant dans le cadre du nouveau dispositif a été réalisé en 2004.

En 2022, la commune comptait 271 habitants, en évolution de −7,51 % par rapport à 2016 (Meurthe-et-Moselle : −0,13 %, France hors Mayotte : +2,11 %).
| 1793 | 1800 | 1806 | 1821 | 1831 | 1836 | 1841 | 1846 | 1851 |
| ---- | ---- | ---- | ---- | ---- | ---- | ---- | ---- | ---- |
| 387  | 439  | 477  | 504  | 533  | 545  | 532  | 530  | 506  |

| 1856 | 1861 | 1872 | 1876 | 1881 | 1886 | 1891 | 1896 | 1901 |
| ---- | ---- | ---- | ---- | ---- | ---- | ---- | ---- | ---- |
| 438  | 441  | 425  | 430  | 459  | 443  | 406  | 385  | 351  |

| 1906 | 1911 | 1921 | 1926 | 1931 | 1936 | 1946 | 1954 | 1962 |
| ---- | ---- | ---- | ---- | ---- | ---- | ---- | ---- | ---- |
| 345  | 340  | 287  | 271  | 248  | 264  | 230  | 315  | 305  |

| 1968 | 1975 | 1982 | 1990 | 1999 | 2004 | 2006 | 2009 | 2014 |
| ---- | ---- | ---- | ---- | ---- | ---- | ---- | ---- | ---- |
| 304  | 262  | 253  | 246  | 217  | 213  | 210  | 247  | 275  |

| 2019 | 2022 | - | - | - | - | - | - | - |
| ---- | ---- | - | - | - | - | - | - | - |
| 271  | 271  | - | - | - | - | - | - | - |

## Culture locale et patrimoine
L'Association Familles Rurales de Gripport existe depuis 1969, avec comme présidente à l'époque Marie-Thérèse Welcker. La toute première activité de l'association fut "La Ruche", organisation des vacances scolaires pour les enfants, dont les locaux se situaient aux abords de la Moselle et du canal de l'Est.

### Lieux et monuments
- Vestiges d'un château XVIe.

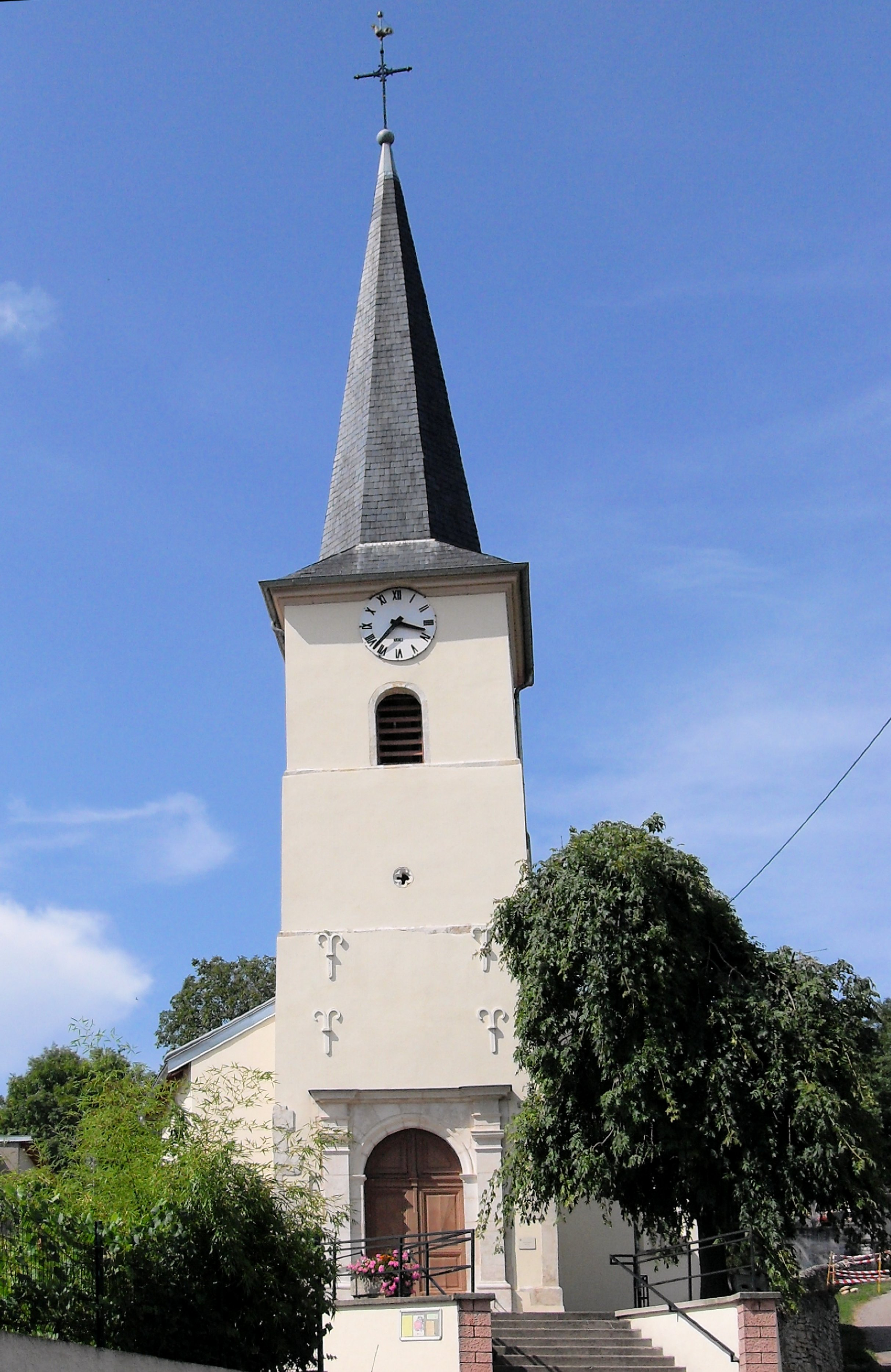
L'église Saint-Léonard.

- Maisons rurales XVIIIe et maisons de vignerons.
- Canal de l'Est : écluses.
- Église fin XVIIIe : tour romane remaniée.

### Personnalités liées à la commune
- Pierre Grandcolas (1909-2009), homme politique né à Gripport, maire de Lamastre et député d'Ardèche.

### Héraldique
| Blason de Gripport | Blason  | Blasonnement : écartelé : au premier de gueules aux deux clefs d'argent passées en sautoir, au deuxième de sinople à Saint Goëric d'or mouvant de la pointe, au troisième de sinople au gril d'or, au quatrième de gueules aux trois cailloux d'argent ; sur le tout d'azur au fer de prisonnier d'argent posé en fasce accompagné de trois fleurs de lys d'or. |
| Blason de Gripport | Détails | Le statut officiel du blason reste à déterminer. |